# 와카바야시 류
와카바야시 류(일본어: 若林 龍, 2000년 5월 7일~)는 일본의 축구 선수이다.

## 구단 경력
그는 2023년 J3리그의 SC 사가미하라에 입단했다. 2024년까지 33경기에 출전하여, 2득점을 넣었다.